# Kishidaia
Kishidaia es un género de arañas araneomorfas de la familia Gnaphosidae. Se encuentra en Europa y Asia. 

## Lista de especies
Según The World Spider Catalog 12.0:
- Kishidaia albimaculata (Saito, 1934)
- Kishidaia conspicua (L. Koch, 1866)
- Kishidaia coreana (Paik, 1992)
- Kishidaia xinping Song, Zhu & Zhang, 2004